# Артемий (епископ Галицкий)
Арте́мий (года жизни неизвестны) — православный епископ Галичины в 1238-42 годах.

## Общие сведения
Епископ галицкий Артемий известен как сторонник боярской оппозиции князьям Даниилу Галицкому и Василько Романовичу, желавшим объединить Галичину и Волынь для восстановления Галицко-Волынского княжества.

## Политическая деятельность
В 1238 году, когда городской общиной Галича Даниил был призван на княжение, Артемий не смог ему противостоять и вынужденно согласился с народным выбором.
Не смирившись с княжением Даниила, как только возникла возможность, Артемий уезжает из столицы на окраину Галичины в город Перемышль. Там вновь продолжает борьбу, всячески поддерживая соперника Даниила — черниговского князя Ростислава Михайловича.

## Завершение политической деятельности
Для подавления оппозиции в 1242 году небольшой отряд князя Даниила совершил стремительный рейд на Перемышль, в результате чего епископ Артемий был пленён вместе со своим окружением. Дальнейшая его судьба в документах не прослеживается.